# タラの丘

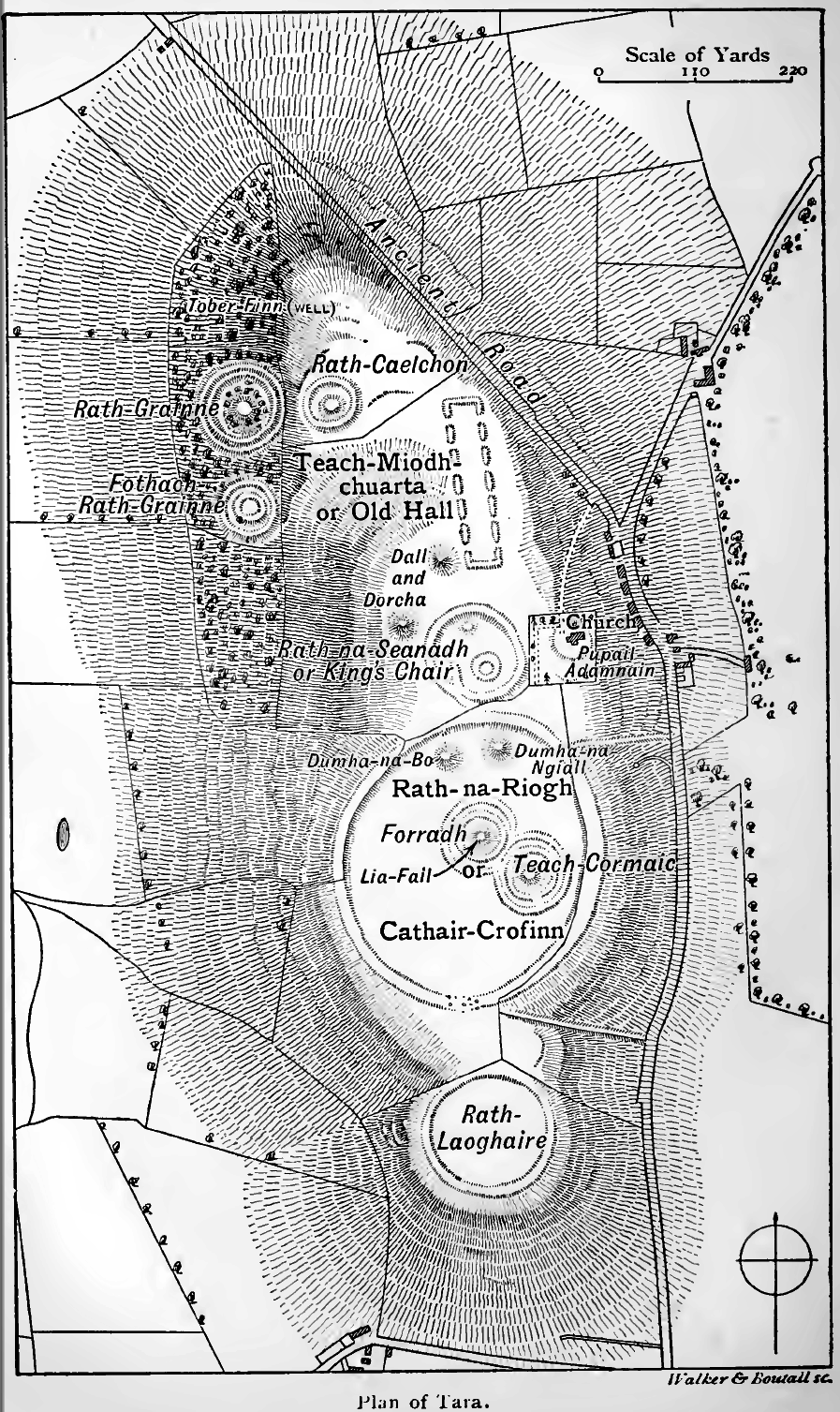
配置図

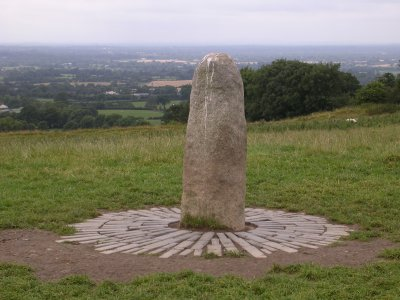
立石 (Lia Fail)

タラの丘（英語: The Hill of Tara、アイルランド語: Teamhair na Rí）は、アイルランドのミース県ナヴァンの12キロメートル南方にある丘陵。アイルランドにおける伝説上の上王たちの国が存在した地として知られる。

## 遺跡
丘の頂には鉄器時代の要塞跡が残されている。周囲長が1000メートルほどあるこの要塞は「王の砦 (Ráith na Rig)」と名付けられており、連結された円形の砦「コーマックの居城 (Teach Chormaic)」と「王座 (Forradh)」が有名である。
王座の中心部には「立石 (Lia Fail)」（リア・ファル）が残っており、上王はここで即位の儀式を行ったと推定されている。円形要塞の北には「捕虜の墓 (Dumha na nGiall)」と呼ばれる新石器時代の羨道墳がある。

## 重要性
数世紀に渡って考古学者たちがタラの発掘をおこなっており、これまでの研究成果からは1169年のリチャード・ド・クレアによる侵攻以前にはタラの丘がアイルランドの政治的、精神的中心地であったと見られている。その歴史は現在も完全には明らかになっていない。
ケルト族がアイルランドに居住した時代には既にタラの丘は何らかの聖地として用いられていた。
伝説ではケルト族よりも前にアイルランドに住んでいた神族 Tuatha Dé Danann（トゥアハ・デ・ダナーン）がタラの丘を住居としていたとされる。最近の研究から遺跡の一部が新石器時代、5000年ほど前のものであることが分かってきた。捕虜の墓にある通路には毎年11月8日と2月4日に日光が差し込むよう設計されており、これはケルトの祭日と一致する。ケルト族がアイルランドに渡来すると、ミース王がタラの丘から全アイルランドを支配した。最もよく知られている歴史は6世紀まで続いたタラの上王の居住地としてである。王の即位は立石の前で行われた。その繁栄は失われたものの12世紀までこの役割は残されていた。丘陵付近で発見された墓の埋葬者はアイルランドの最後の非キリスト教徒の王であったロイガレ・マク・ニアル  Lóegaire mac Néill のものであると考えられている。
1798年のイギリスに対する反乱の際ユナイテッド・アイリッシュメンはタラの丘にキャンプを構えたが、5月26日の戦闘に敗れ400名が殺害された。19世紀にはダニエル・オコンネルがタラの丘でアイルランド自治を訴える演説会を開いたが、この集会には100万人ものアイルランド人が集まっている。
マーガレット・ミッチェルによる時代小説『風と共に去りぬ』で主人公のスカーレット・オハラの住む「タラ農園」は、父親がアイルランド移民であることから、この丘の名に由来する。